# ريجنالد وارد
ريجنالد وارد (14 فبراير 1902 في المملكة المتحدة - 1 مايو 1968 في المملكة المتحدة) (بالإنجليزية: Reginald Ward)‏ هو لاعب كريكت بريطاني وبريطاني (وحمل سابقاً جنسية المملكة المتحدة لبريطانيا العظمى وأيرلندا). لعب مع نادي مقاطعة بيدفوردشير للكريكت ‏ والمقاطعات الوطنية للكريكيت الإنجليزي والويلزي ‏.

## وصلات خارجية
- ريجنالد وارد على موقع إي آس بي آن كريك إنفو (الإنجليزية)